# Panjevac (Despotovac)
Pour les articles homonymes, voir Panjevac.
Panjevac (en serbe cyrillique : Пањевац) est un village de Serbie situé dans la municipalité de Despotovac, district de Pomoravlje. Au recensement de 2011, il comptait 518 habitants.

## Démographie
| 1948 | 1953 | 1961 | 1971 | 1981 | 1991 | 2002 | 2011 |
| ---- | ---- | ---- | ---- | ---- | ---- | ---- | ---- |
| 924  | 986  | 920  | 872  | 822  | 743  | 519  | 518  |

|  |